# رواشيو
رواشيو هيبلدية في مقاطعة كونيو في منطقة بيدمونت الإيطالية، وتقع على بعد حوالي 80 كيلومتر (50 ميل) جنوب شرق تورينو وحوالي 40 كيلومتر (25 ميل) شرق كونيو. و تشمل قرى سان روكو وسانتانا وسان جيوفاني وموندوني.
تقع رواشيو على حدود البلديات التالية: كاستيللينو تانارو، تشيفا، إليانو، بارولدو، توريسينا.